# Evelis Aguilar
Evelis Aguilar (ur. 3 stycznia 1993 w Chigorodó) – kolumbijska lekkoatletka specjalizująca się w wielobojach, a na początku swojej kariery oraz obecnie w biegach sprinterskich.
Jako juniorka zdobywała medale mistrzostw Ameryki Południowej. W 2011 wywalczyła pierwszy krążek w seniorskiej imprezie kontynentu w Buenos Aires. Srebrna medalistka igrzysk panamerykańskich z Guadalajary w tym samym roku w biegu rozstawnym 4 × 400 metrów. Na eliminacjach zakończyła udział w mistrzostwach świata juniorów w Barcelonie (2012). Złota medalistka mistrzostw Ameryki Południowej w 2015. Uczestniczka mistrzostw ibero-amerykańskich w Rio de Janeiro oraz igrzysk olimpijskich w tym samym miejscu (2016), podczas których wywalczyła odpowiednio srebro oraz uplasowała się na piętnastej pozycji w siedmioboju. Rok później nie ukończyła rywalizacji siedmioboistek podczas światowego czempionatu w Londynie.
W 2021 roku zdobyła kolejne dwa tytuły mistrzyni Ameryki Południowej (w siedmioboju oraz biegu sztafet 4 × 400 metrów). Na rozgrywanych w Tokio igrzyskach olimpijskich wywalczyła 14. miejsce w konkurencji siedmioboju. Rok później zdobyła dwa złote medale igrzysk boliwaryjskich oraz dwa złote medale igrzysk Ameryki Południowej. W 2023 roku zdobyła trzy medale mistrzostw Ameryki Południowej w São Paulo, a także drugi w karierze medal igrzysk panamerykańskich.
Złota medalistka mistrzostw Kolumbii.
Rekordy życiowe: bieg na 400 metrów – 49,80 (6 kwietnia 2025, Bogota); siedmiobój – 6346 pkt. (14 marca 2021, Ibagué) – rekord Ameryki Południowej.

## Osiągnięcia
| Rok  | Impreza                                            | Miejsce        | Konkurencja                 | Lokata      | Wynik     |
| ---- | -------------------------------------------------- | -------------- | --------------------------- | ----------- | --------- |
| 2008 | Mistrzostwa Ameryki Południowej juniorów młodszych | Lima           | bieg na 400 m               | 3. miejsce  | 57,67     |
| 2010 | Mistrzostwa Ameryki Południowej juniorów młodszych | Santiago       | bieg na 400 m               | 1. miejsce  | 55,64     |
| 2011 | Mistrzostwa Ameryki Południowej                    | Buenos Aires   | sztafeta 4 × 400 m          | 2. miejsce  | 3:37,66   |
| 2011 | Mistrzostwa Ameryki Południowej juniorów           | Medellín       | sztafeta 4 × 400 m          | 1. miejsce  | 3:36,74   |
| 2011 | Mistrzostwa Ameryki Południowej juniorów           | Medellín       | bieg na 400 m               | 2. miejsce  | 54,45     |
| 2011 | Igrzyska panamerykańskie                           | Guadalajara    | sztafeta 4 × 400 m          | 3. miejsce  | 3:29,94   |
| 2012 | Mistrzostwa świata juniorów                        | Barcelona      | sztafeta 4 × 400 m          | eliminacje  | 3:39,44   |
| 2014 | Igrzyska Ameryki Południowej                       | Santiago       | siedmiobój                  | 4. miejsce  | 5504 pkt. |
| 2014 | Igrzyska Ameryki Południowej                       | Santiago       | sztafeta 4 × 400 m          | 2. miejsce  | 3:35,96   |
| 2014 | Mistrzostwa ibero-amerykańskie                     | São Paulo      | siedmiobój                  | 5. miejsce  | 5518 pkt. |
| 2014 | Młodzieżowe mistrzostwa Ameryki Południowej        | Montevideo     | siedmiobój                  | 1. miejsce  | 5333 pkt. |
| 2014 | Igrzyska Ameryki Środkowej i Karaibów              | Xalapa         | sztafeta 4 × 400 m          | 3. miejsce  | 3:34,14   |
| 2015 | Mistrzostwa Ameryki Południowej                    | Lima           | siedmiobój                  | 1. miejsce  | 5902 pkt. |
| 2015 | Igrzyska panamerykańskie                           | Toronto        | siedmiobój                  | 4. miejsce  | 5930 pkt. |
| 2016 | Mistrzostwa ibero-amerykańskie                     | Rio de Janeiro | siedmiobój                  | 2. miejsce  | 5887 pkt. |
| 2016 | Igrzyska olimpijskie                               | Rio de Janeiro | siedmiobój                  | 15. miejsce | 6263 pkt. |
| 2017 | Mistrzostwa świata                                 | Londyn         | siedmiobój                  | –           | DNF       |
| 2018 | Igrzyska Ameryki Środkowej i Karaibów              | Barranquilla   | siedmiobój                  | 2. miejsce  | 6285 pkt. |
| 2021 | Mistrzostwa Ameryki Południowej                    | Guayaquil      | siedmiobój                  | 1. miejsce  | 6165 pkt. |
| 2021 | Mistrzostwa Ameryki Południowej                    | Guayaquil      | sztafeta 4 × 400 m          | 1. miejsce  | 3:31,04   |
| 2021 | Igrzyska olimpijskie                               | Tokio          | siedmiobój                  | 14. miejsce | 6214 pkt. |
| 2022 | Igrzyska boliwaryjskie                             | Valledupar     | bieg na 400 m               | 1. miejsce  | 51,84     |
| 2022 | Igrzyska boliwaryjskie                             | Valledupar     | sztafeta 4 × 400 m          | 1. miejsce  | 3:36,91   |
| 2022 | Igrzyska Ameryki Południowej                       | Asunción       | bieg na 400 m               | 1. miejsce  | 51,90     |
| 2022 | Igrzyska Ameryki Południowej                       | Asunción       | sztafeta 4 × 400 m          | 1. miejsce  | 3:31,30   |
| 2023 | Igrzyska Ameryki Środkowej i Karaibów              | San Salvador   | bieg na 400 m               | 4. miejsce  | 51,67     |
| 2023 | Igrzyska Ameryki Środkowej i Karaibów              | San Salvador   | sztafeta 4 × 400 m          | 3. miejsce  | 3:31,16   |
| 2023 | Mistrzostwa Ameryki Południowej                    | São Paulo      | bieg na 400 m               | 2. miejsce  | 51,41     |
| 2023 | Mistrzostwa Ameryki Południowej                    | São Paulo      | sztafeta 4 × 400 m          | 1. miejsce  | 3:31,39   |
| 2023 | Mistrzostwa Ameryki Południowej                    | São Paulo      | sztafeta mieszana 4 × 400 m | 1. miejsce  | 3:14,79   |
| 2023 | Mistrzostwa świata                                 | Budapeszt      | bieg 400 m                  | półfinał    | 51,07     |
| 2023 | Igrzyska panamerykańskie                           | Santiago       | bieg na 400 m               | 3. miejsce  | 51,95     |
| 2023 | Igrzyska panamerykańskie                           | Santiago       | sztafeta mieszana 4 × 400 m | 6. miejsce  | 3:23,17   |
| 2024 | Igrzyska olimpijskie                               | Paryż          | bieg na 400 m               | repasaże    | 52,86     |
| 2025 | Mistrzostwa Ameryki Południowej                    | Mar del Plata  | bieg na 400 m               | 2. miejsce  | 51,26     |
| 2025 | Mistrzostwa Ameryki Południowej                    | Mar del Plata  | sztafeta 4 × 400 m          | 1. miejsce  | 3:33,29   |